# Buccinulum
Buccinulum là một chi ốc biển, là động vật thân mềm chân bụng sống ở biển trong họ Buccinidae. 

## Các loài
Các loài trong chi Buccinulum gồm có:
- Buccinulum brunobrianoi Parth, 1993
- Buccinulum clarcki (Tenison - Woods, 1875)
- Buccinulum colenseni (Suter, 1908)
- Buccinulum fuscozonatum (Suter, 1908)
- Buccinulum linea (Martyn, 1784)
  - Buccinulum linea flexicostatum Dell, 1956
  - Buccinulum linea linea (Martyn, 1784)
- Buccinulum lineare Reeve, 1846
- Buccinulum mariae Powell, 1940
- Buccinulum pallidum Finlay, 1928
  - Buccinulum pallidum pallidum Finlay, 1928
  - Buccinulum pallidum powelli Ponder, 1971
- Buccinulum pertinax von Martens, 1878
  - Buccinulum pertinax finlayi Powell, 1929
  - Buccinulum pertinax pertinax (Martens, 1878)
- Buccinulum robustum Powell, 1929
- Buccinulum turrita (Tenison-Woods, 1875)
- Buccinulum vittatum (Quoy & Gaimard, 1833)
  - Buccinulum vittatum bicinctum (Hutton, 1873)
  - Buccinulum vittatum littorinoides (Reeve, 1846)
  - Buccinulum vittatum vittatum (Quoy & Gaimard, 1833)

Các loài sau đây cũng do A. Powell đặt tên
- Buccinulum bountyensis Powell, 1929
- Buccinulum colensoi (Suter, 1908)
- Buccinulum otagoensis Powell, 1929
- Buccinulum venusta Powell, 1929